# Herniaria austroamericana
Herniaria austroamericana är en nejlikväxtart som beskrevs av M.N. Chaudhri och R. Rutishauser. Herniaria austroamericana ingår i släktet knytlingar, och familjen nejlikväxter. Inga underarter finns listade i Catalogue of Life.